# Vlag van Mill en Sint Hubert

De vlag van de gemeente Mill en Sint Hubert

De vlag van Mill en Sint Hubert is nooit officieel door de gemeenteraad van de Noord-Brabantse gemeente Mill en Sint Hubert aangewezen als gemeentelijke vlag. Toch wordt deze al sinds het midden van de twintigste eeuw gebruikt.
Op 1 januari 2022 is de gemeente Mill en Sint Hubert opgegaan in de gemeente Land van Cuijk, waarmee de vlag als gemeentevlag kwam te vervallen. 

## Beschrijving
De beschrijving van de vlag luidt als volgt: Rechthoekig met een verhouding tussen lengte en hoogte als 3:2, met twee banen van gelijke hoogte, de bovenste zwart en de onderste geel. In het midden van de vlag is het wapen van Mill en Sint Hubert afgebeeld, met een hoogte van 1/2 van de hoogte van de vlag.
Onduidelijk is waar de kleuren van de vlag naar verwijzen. Sierksma vermoedt in 1962 dat de kleuren zijn ontleend aan het provinciale wapen.

## Verwant symbool

Het wapen van Mill en Sint Hubert

Aalburg 
· Aarle-Rixtel 
· Alphen en Riel 
· Bakel en Milheeze 
· Beek en Donk 
· Beers 
· Berghem 
· Berkel-Enschot 
· Berlicum 
· Bladel en Netersel 
· Borkel en Schaft 
· Boxmeer 
· Budel 
· Chaam 
· Cuijk 
· Cuijk en Sint Agatha 
· Den Dungen 
· Diessen 
· Dinteloord en Prinsenland 
· Drunen 
· Dussen 
· Engelen 
· Erp 
· Esch 
· Escharen 
· Fijnaart en Heijningen 
· Geffen 
· Geldrop 
· Gemert 
· Giessen 
· Ginneken en Bavel 
· Grave 
· 's Gravenmoer 
· Haaren 
· Halsteren 
· Haps 
· Heesch 
· Heeswijk-Dinther 
· Heeze 
· Helvoirt 
· Hoeven 
· Hooge en Lage Mierde 
· Hooge en Lage Zwaluwe 
· Hoogeloon, Hapert en Casteren 
· Huijbergen 
· Klundert 
· Landerd 
· Leende 
· Liempde 
· Lieshout 
· Lith 
· Luyksgestel 
· Maarheeze 
· Maasdonk 
· Made en Drimmelen 
· Megen, Haren en Macharen 
· Mierlo 
· Mill en Sint Hubert 
· Moergestel 
· Nieuw-Ginneken 
· Nieuw-Vossemeer 
· Nistelrode 
· Nuland 
· Oeffelt 
· Oost-, West- en Middelbeers 
· Oploo, Sint Anthonis en Ledeacker 
· Ossendrecht 
· Oud en Nieuw Gastel 
· Oudenbosch 
· Prinsenbeek 
· Putte 
· Raamsdonk 
· Ravenstein 
· Reusel 
· Riethoven 
· Rijsbergen 
· Rijswijk 
· Roosendaal en Nispen 
· Rosmalen 
· Schaijk 
· Schijndel 
· Sint Anthonis 
· Sint-Oedenrode 
· Sprang-Capelle 
· Standdaarbuiten 
· Terheijden 
· Teteringen 
· Uden 
· Udenhout 
· Veghel
· Vessem, Wintelre en Knegsel 
· Vierlingsbeek 
· Vlijmen 
· Wanroij 
· Waspik 
· Werkendam 
· Westerhoven 
· Willemstad 
· Woudrichem 
· Wouw 
· Zeeland 
· Zevenbergen